# Rainer Goebel

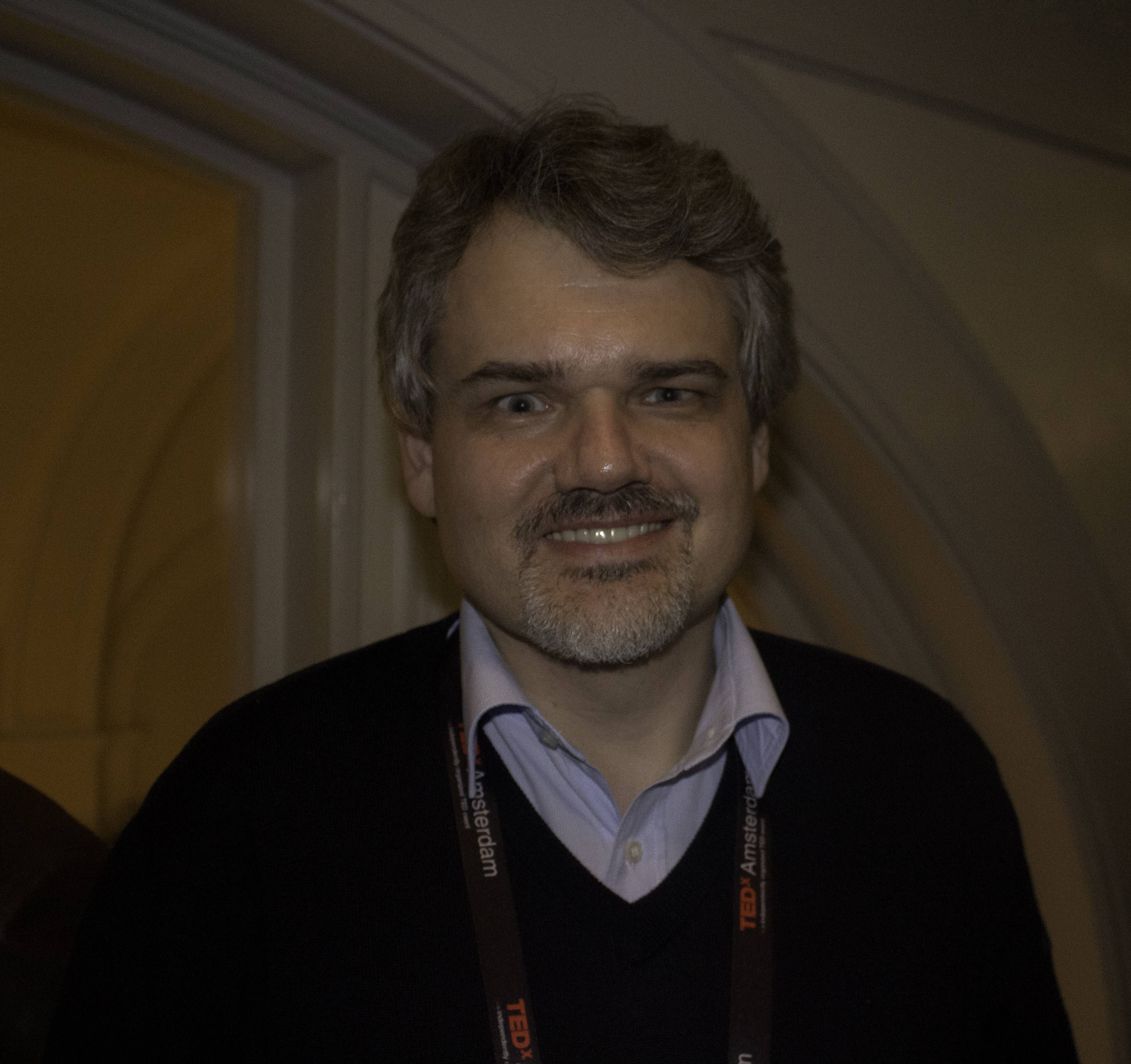
Rainer Goebel bij TEDxAmsterdam 2014

Rainer Goebel (Fulda, 17 januari 1964) is een Duits cognitieve neurowetenschapper.
Goebel studeerde psychologie en informatica in Marburg, en promoveerde in 1994 in Brunswijk, bij professor Dirk Vorberg. Hij kreeg in 1993 de Heinz Maier Leibnitz Advancement award in de cognitiewetenschappen, en in 1994 de Heinz Billing award. Na zijn promotie werkte hij als postdoc aan het Max Planck Instituut voor Hersenonderzoek, in Frankfurt am Main. In 1997 en 1998 werkte hij ook aan het Wissenschaftskolleg zu Berlin.
In januari 2000 werd Goebel professor in de neurocognitie aan de Universiteit Maastricht, waar hij ook directeur is van het Maastricht Brain Imaging Centre, opgericht in 2005. In mei 2014 werd Goebel gekozen als lid van de Koninklijke Nederlandse Akademie van Wetenschappen.
Goebel is de auteur van een softwarepakket genaamd Brainvoyager (en Turbo Brainvoyager), voor de analyse van fMRI-data. Hij publiceerde in onder meer Science en Nature.